# Аспе (Аліканте)
Аспе, Асп (ісп. Aspe (офіційна назва), валенс. Asp) — муніципалітет в Іспанії, у складі автономної спільноти Валенсія, у провінції Аліканте. Населення — 21 191 особа (1 січня 2022).

## Географія
Муніципалітет розташований на відстані близько 340 км на південний схід від Мадрида, 25 км на захід від Аліканте.

## Демографія
Динаміка населення (INE ):

## Уродженці
- Педро Антоніо Санчес Моньїно (*1986) — іспанський футболіст, півзахисник.

## Галерея зображень

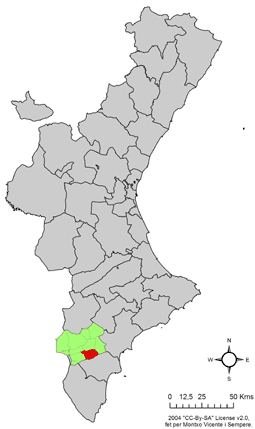
Розташування муніципалітету Аспе у автономній спільноті Валенсія
Розташування муніципалітету Аспе у комарці Медіо-Віналопо
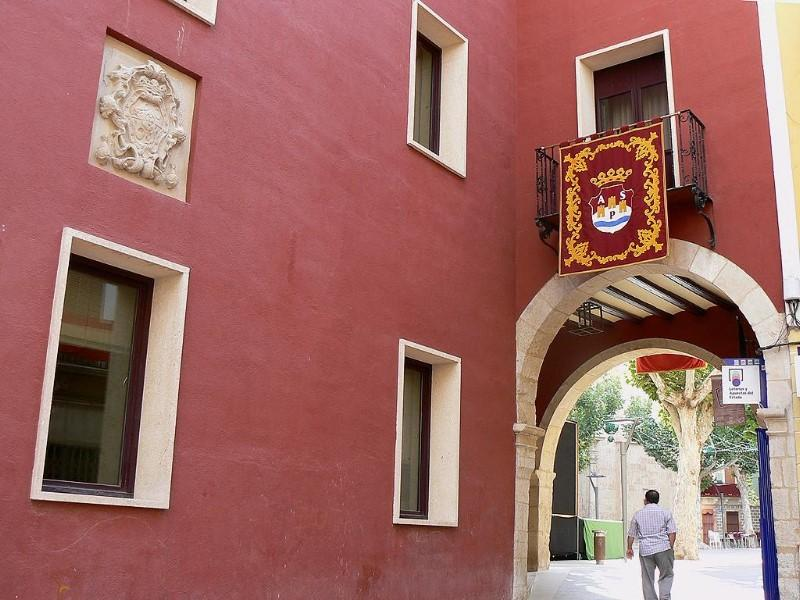
Муніципальна рада
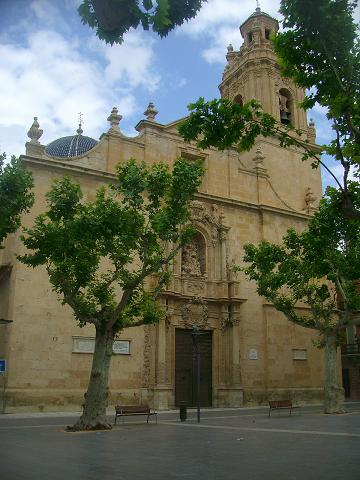
Базиліка Нуестра-Сеньйора-дель-Сокорро
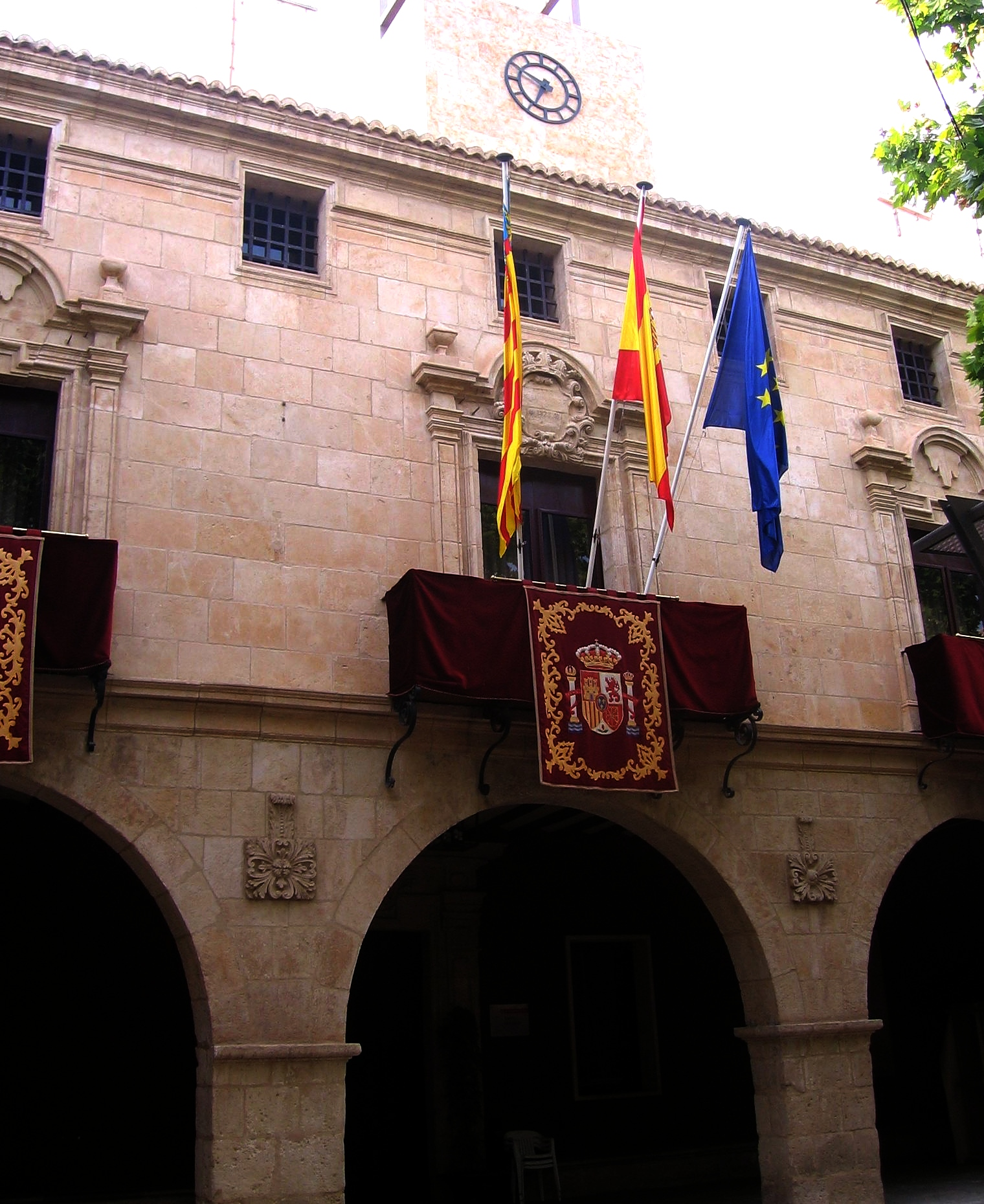
Муніципальна рада
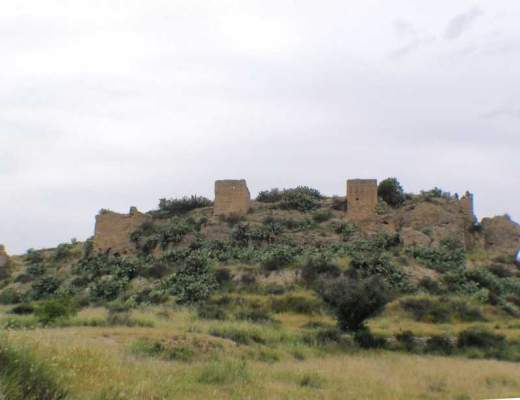
Руїни замку